# Binjamina-Givʿat Ada
Binjamina-Givʿat Ada (hebräisch בִּנְיָמִינָה-גִּבְעַת עָדָה) ist ein seit 2003 bestehender Lokalverband der beiden Städte Binjamina und Givʿat Ada im Bezirk Haifa im Nordwesten von Israel.
Der Lokalverband befindet sich südlich der Stadt Haifa, nördlich von Netanja und ist nicht weit vom Mittelmeer entfernt. Die archäologische Stätte Caesarea liegt im Westen der Stadt Binjamina.

## Einwohner
Laut dem Israelischen Zentralbüro für Statistik wohnten in Binjamina-Givʿat Ada:
2004: 9.800 Personen.
2009: 12.000 Personen.
2015: 14.777 Personen.
2016: 15.243 Personen.
2017: 15.634 Personen.
2022: 16.067 Personen.

## Geschichte

### Binjamina
Gegründet 1922 von Teilnehmern der dritten Alija, wurde Binjamina nach Baron Edmond de Rothschild benannt. Im Jahre 2003 hat sich die Stadt mit Givʿat Ada zum Lokalverband Binjamina-Givʿat Ada zusammengeschlossen. Die Stadt ist bekannt für die Produktion von Honig und Wein.

### Givʿat Ada
Givʿat Ada, wurde nach Adélaïde (Ada) de Rothschild, Gattin Baron Edmond James de Rothschilds, benannt. Gegründet wurde Givʿat Ada 1903 als landwirtschaftliche Siedlung in der Form einer Moschava.

## Söhne und Töchter der Stadt
Aus der Stadt Binjamina:
- Ehud Olmert (* 1945), israelischer Politiker und Ministerpräsident
- Ehud Manor, verstorbener israelischer Dichter

## Städtepartnerschaften
Die Stadt Binjamina unterhält partnerschaftliche Beziehungen zu
- Tokaj in Ungarn